# ۱۵۷۹ (میلادی)
۱۵۷۹ (میلادی) هزار و پانصد و هفتاد و نهمین سال تقویم میلادی است.

## درگذشتگان
- ۱۶ فوریه – گنسالو خیمنس د کسادا، کاشف اسپانیایی (ز. ۱۵۰۹)